# Lynn-Holly Johnson

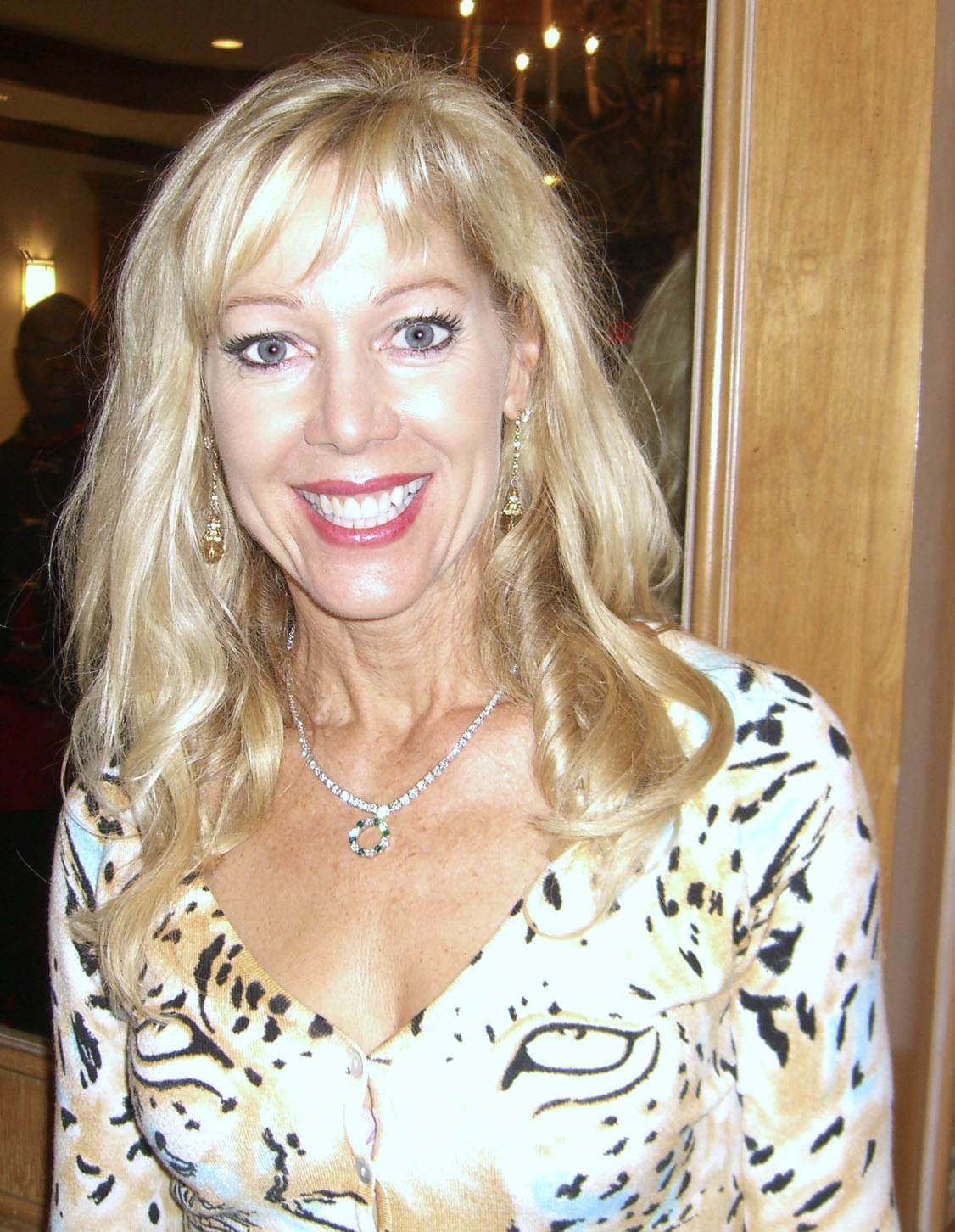
Lynn-Holly Johnson (2008)

Lynn-Holly Johnson (* 13. Dezember 1958 in Chicago, Illinois) ist eine US-amerikanische Eiskunstläuferin und Schauspielerin.

## Leben
Im Jahr 1974 gewann Lynn-Holly Johnson eine Silbermedaille in den amerikanischen Eiskunstlauf-Meisterschaften in der Juniorklasse. Im Jahr 1977 beendete sie ihre Teilnahme an Wettbewerben, um als Mitglied einer Eisshow und als Schauspielerin zu arbeiten. Ihre erste Rolle spielte sie im Film Eisfieber (1978). Einem internationalen Publikum wurde sie durch ihre Rolle als Bibi Dahl in James Bond 007 – In tödlicher Mission bekannt. Ihr schauspielerisches Schaffen umfasst zwei Dutzend Film- und Fernsehproduktionen. Zuletzt trat sie 2010 in Erscheinung.

## Filmografie (Auswahl)
- 1978: Eisfieber (Ice Castles)
- 1980: Schrei der Verlorenen (The Watcher in the Woods)
- 1981: James Bond 007 – In tödlicher Mission (For Your Eyes Only)
- 1982: CHiPs (Fernsehserie, Folge: Atomkraftgegner)
- 1984: Mike Hammer – Ein Mord ist nicht genug
- 1986: Geschändet und Geliebt
- 1986: MacGyver (Folge: Spitzel aus den eigenen Reihen)
- 1987: Alien Predator
- 1988: The Sisterhood
- 1989: Space Rangers
- 1993: The Criminal Mind